# رينا موريلي
رينا موريلي (بالإيطالية: Rina Morelli)‏ هي ممثلة إيطالية، ولدت في 6 ديسمبر 1908 بنابولي في إيطاليا، وتوفيت في 17 يوليو 1976 بروما في إيطاليا.

## أعمال

### أفلام
- (1963) إل غاتوباردو

## وصلات خارجية
- رينا موريلي على موقع IMDb (الإنجليزية)
- رينا موريلي على موقع ألو سيني (الفرنسية)
- رينا موريلي على موقع أول موفي (الإنجليزية)
- رينا موريلي على موقع قاعدة بيانات الأفلام السويدية (السويدية)
- رينا موريلي على موقع قاعدة بيانات الفيلم (الإنجليزية)
- رينا موريلي على موقع كينوبويسك (الروسية)